# اسپوتنیک-۱

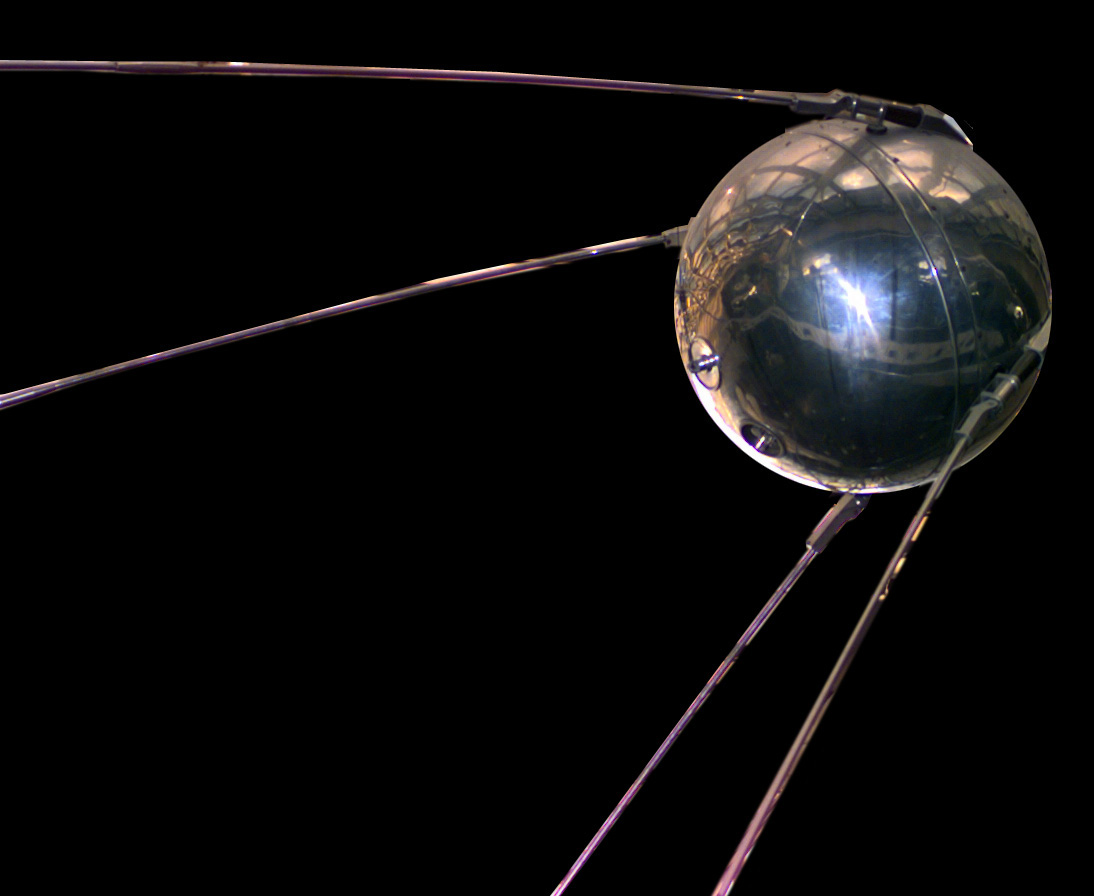
اسپوتنیک-۱: نخستین ماهواره جهان

اسپوتنیک-۱ (به روسی: Cпутник-۱ — به معنی همسفر-۱) نخستین ماهواره فضایی جهان بود که در تاریخ ۱۲ مهر ۱۳۳۶ (۴ اکتبر ۱۹۵۷) توسط اتحاد جماهیر شوروی از پایگاه فضایی بایکونور به مدار زمین پرتاب شد. پرتاب اسپوتنیک-۱ به مدار زمین آغازگر عصر فضا و مسابقه فضایی بود. این ماهواره نخستین ماه مصنوعی زمین بود که در مدار نزدیک زمین قرار می‌گرفت.
این ماهواره که با نام «پی-اس-۱» یا «ماهواره مقدماتی-۱» (به روسی: Простейший Спутник-۱) نیز شناخته می‌شد، به مدت سه ماه با سرعتی برابر ۲۹٬۰۰۰ کیلومتر در ساعت در مدار زمین حرکت می‌کرد و به‌طور متوسط هر ۹۲ دقیقه یکبار، یک مدار کامل را می‌پیمود. سیگنال‌های رادیویی این ماهواره که به صورت «بیپ بیپ» های متوالی با فرکانس ۲۰٫۰۰۵ و ۴۰٫۰۰۱ مگاهرتز به زمین مخابره می‌شدند، و توسط گیرنده‌های رادیویی در اقصی نقاط زمین از جمله رادیو آماتورها قابل دریافت بودند.
پرتاب اسپوتنیک-۱ چه به لحاظ علمی و چه از نظر سیاسی یکی از مهم‌ترین رویدادهای قرن بیستم محسوب می‌شود. مطالعه امواج رادیویی دریافتی از اسپوتنیک در زمین، اطلاعات زیادی را در مورد حرکت امواج رادیویی در یونوسفر برای دانشمندان فراهم آورد. همچنین با اندازه‌گیری کاهش سرعت مداری اسپوتنیک-۱ به خاطر اصطکاک با لایه‌های فوقانی اتمسفر زمین، پژوهشگران برای نخستین بار توانستند چگالی لایه‌های فوقانی اتمسفر زمین را با دقت بالایی تخمین بزنند. مجله نیوساینتیست در مقاله‌ای در سپتامبر ۲۰۰۷، پرتاب اسپوتنیک را به دلیل شتاب دادن به سرمایه‌گذاری‌های بین‌المللی در زمینه دانش و فناوری، به عنوان بزرگ‌ترین عامل توسعه دانش در تاریخ بشر برشمرده است.
ارسال پیام‌های رادیویی از ماهواره اسپوتنیک-۱ به مدت ۲۲ روز و تا خالی شدن باتری‌های آن ادامه داشت. سرانجام مأموریت اسپوتنیک-۱ پس از سه ماه و طی مسافتی بیش از ۶۰ میلیون کیلومتر در مدار زمین، در تاریخ ۱۴ دی ۱۳۳۶ (۴ ژانویه ۱۹۵۸) با سقوط آن به جو زمین به پایان رسید و در اثر اصطکاک شدید با اتمسفر سوخت و از بین رفت.

## تاریخچه
ایدهٔ استفاده از موشک برای ارسال ماهواره به مدار زمین نخستین بار توسط کنستانتین تسیولکوفسکی دانشمند روسی در سال ۱۹۰۳ ارائه شد.
در این مقاله، تسیولکوفسکی علاوه بر تأکید بر اهمیت دانش موشکی برای سفرهای فضایی و پیشنهاد استفاده از ترکیب اکسیژن و هیدروژن به عنوان سوخت موشک، معادلات ریاضی مقدماتی را برای محاسبه سرعت لازم برای پرتاب ماهواره به مدار زمین ارائه داد. در ۱۹۲۱ وی در مقالهٔ دیگری ایدهٔ استفاده از موشک‌های چندمرحله‌ای را برای سفرهای فضایی مطرح نمود. اندیشه‌های تسیولکوفسکی نقطهٔ آغازینی در فعالیت‌های بشر برای تسخیر فضا محسوب می‌شود، و افکار دانشمندان فضایی قرن بیستم از جمله والنتین گلوشکو —یکی از مهندسان ارشد پروژه اسپوتنیک-۱ را تحت تأثیر قرار داده بوده‌است.
با پیشرفت فناوری موشکی در اتحاد جماهیر شوروی، دولت وقت شوروی در تاریخ ۹ بهمن ۱۳۳۴ (۳۰ ژانویه ۱۹۵۶) طرح فرستادن ماهواره به مدار زمین را در دستور کار خود قرار داد. در راستای این طرح، از گروه‌های صنعتی و دانشگاهی گوناگون در سراسر کشور دعوت به همکاری شد. از جمله این گروه‌ها دانشکده ریاضیات کاربردی در فرهنگسرای علوم شوروی بود که علاوه بر توانایی علمی، به یکی از قوی‌ترین کامپیوترهای آن دوران نیز مجهز بود.
سرانجام برنامهٔ پرتاب ماهواره در تاریخ ۱۸ بهمن ۱۳۳۵، به مناسبت «سال جهانی ژئوفیزیک» و با هدف زیر رسماً اعلام شد:
ارسال یک ماهوارهٔ ساده به مدار زمین، مطالعهٔ حرکت آن در مدار، و دریافت پیام‌های رادیویی ارسالی از آن در زمین

## ویژگی‌های ماهواره

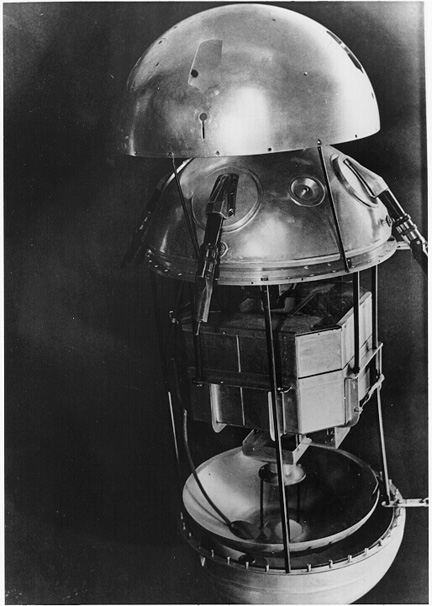
ساختار درونی ماهواره اسپوتنیک-۱

ماهواره اسپوتنیک-۱ یک ماهواره کروی-شکل آلومینیومی با قطر ۵۸ سانتیمتر بود که چهار عدد آنتن مخابراتی به بدنهٔ آن متصل بودند. باتری‌ها، ابزارهای الکتریکی و دستگاه‌های مخابراتی آن در محفظه‌ای بسته در داخل آن قرار داشتند. درون اسپوتنیک-۱ با گاز نیتروژن و فشاری برابر ۱٫۳ بار (۱۳۰ کیلوپاسکال) پر شده بود. این ماهواره با ۵۸ سانتیمتر (۲۳ اینچ) قطر، از یک توپ والیبال هم کوچک‌تر بود و تنها با ۱ وات برق کار می‌کرد.
ساخت ماهواره اسپوتنیک-۱ به عهدهٔ دفتر طراحی شماره ۱ با نظارت م.س. خومیاکوف بود. سرگئی کارالیوف بر تمامی مراحل طراحی، ساخت و پرتاب اسپوتنیک نظارت داشت.
بدنه اصلی ماهواره به صورت دو نیم‌کره به ضخامت ۲ میلیمتر ساخته شده بود که توسط ۳۶ پرچ کاملاً به هم متصل شده بودند.
این دو نیم‌کره توسط یک پوستهٔ خارجی صیقل داده شده از جنس آلیاژ آلومینیوم-منیزیوم-تیتانیوم و به ضخامت یک میلیمتر محافظت می‌شد.
همچنین دو جفت آنتن مخابراتی با زاویهٔ ۳۵ درجه نسبت به محور افقی ماهواره روی بدنهٔ اسپوتنیک نصب شده بود. با انحراف مداری ۶۵ درجه‌ای که مدار این ماهواره داشت سیگنال‌های ارسالی آن همهٔ نقاط مسکونی زمین را در طول دورزدن پوشش می‌دادند.
علاوه بر مخابره پیام‌های سادهٔ «بیپ» مانند، اسپوتنیک-۱ دمای سطحی، دمای درونی و فشار نیتروژن درون ماهواره را هم به زمین مخابره می‌کرد. باتری‌های شیمیایی اسپوتنیک-۱ به مدت ۲۲ روز امکان مخابره این اطلاعات به زمین را فراهم آوردند.
زیر نظر داشتن فشار گاز نیتروژن درون ماهواره به دانشمندان امکان می‌داد که از برخورد احتمالی خرده‌شهاب‌سنگ‌ها به اسپوتنیک-۱ مطلع شوند. در صورتی که چنین برخوردی باعث سوراخ شدن دیواره ماهواره می‌شد، افت فشار گاز را در پی می‌داشت. چنین حادثه‌ای در طول ۲۲ روز اول پرتاب اسپوتنیک رخ نداد، و بدین ترتیب نگرانی از وجود خرده شهاب‌سنگ‌های مرگبار در مدار زمین از میان رفت.
ماهوارهٔ اسپوتنیک-۱ توسط موشک ماهواره‌بر آر-۷ به مدار زمین پرتاب شد.

## ویژگی‌های مأموریت

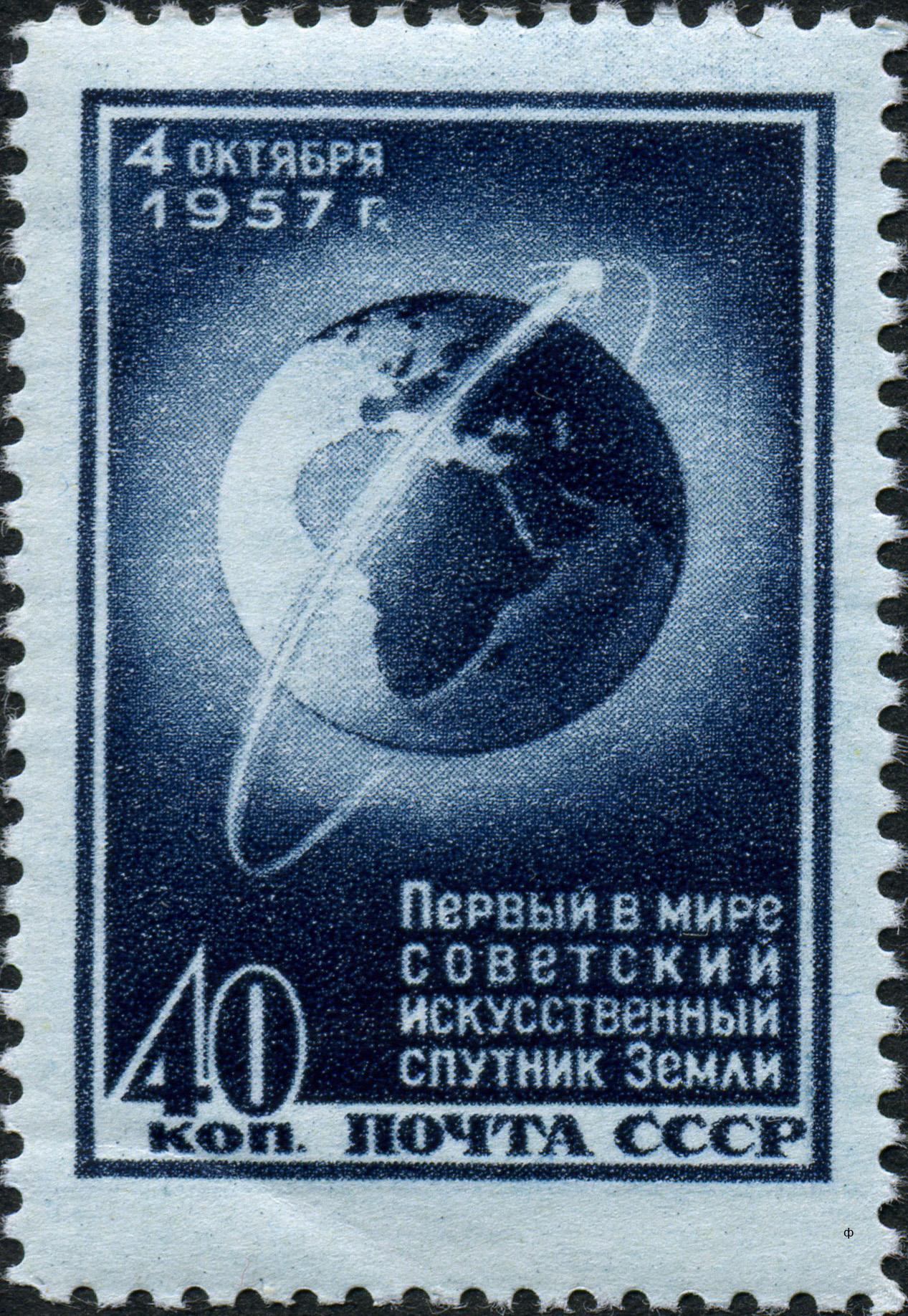
تمبر ۴۰ کوپکی به مناسبت پرتاب اسپوتنیک-۱ (شوروی)

- پرتاب اسپوتنیک-۱: ۴ اکتبر ۱۹۵۷
- پایان مأموریت: ۴ ژانویه ۱۹۵۸
- وزن ماهواره: ۸۳٫۶ کیلوگرم
- قطر ماهواره: ۵۸ سانتیمتر
- زاویه شیب مدار: ۶۵٫۱ درجه
- اوج: ۹۴۷ کیلومتر
- حضیض: ۲۲۸ کیلومتر